# Oscar Efraín Tamez Villareal
Oscar Efraín Tamez Villareal (* 4. September 1973 in Allende, Nuevo León, Mexiko) ist ein mexikanischer Geistlicher und römisch-katholischer Bischof von Ciudad Victoria.

## Leben
Oscar Efraín Tamez Villareal empfing am 15. August 2003 das Sakrament der Priesterweihe für das Erzbistum Monterrey.
Am 31. Oktober 2016 ernannte ihn Papst Franziskus zum Titularbischof von Madaurus und zum Weihbischof in Monterrey. Der Erzbischof von Monterrey, Rogelio Cabrera López, spendete ihm am 17. Januar des folgenden Jahres in der Basilika Nuestra Señora de Guadalupe die Bischofsweihe. Mitkonsekratoren waren der Erzbischof von Guadalajara, Francisco Kardinal Robles Ortega, der Apostolische Nuntius in Mexiko, Erzbischof Franco Coppola, der Bischof von San Juan de los Lagos, Jorge Alberto Cavazos Arizpe, und Weihbischof Alfonso Gerardo Miranda Guardiola aus Monterrey.
Am 23. September 2021 ernannte ihn Papst Franziskus zum Bischof von Ciudad Victoria. Die Amtseinführung fand am 17. November desselben Jahres statt.